# دوركينغ
دوركينغ Dorking /ˈdɔːrkɪŋ/ هي مدينة سوق في سري، إنجلترا. تقع في جنوب شرق إنجلترا وتبعد 21 ميلا (34 كم) عن لندن. يقع في منطقة Mole Valley ويقع مقر المجلس إلى الشرق من المركز. يمتد هاي ستريت تقريبًا من الشرق إلى الغرب، بالتوازي مع بيب بروك وعلى طول الوجه الشمالي لنتوء مجموعة جرينساند السفلى. المدينة محاطة من ثلاث جهات بـ منطقة ساري هيلز ذات الجمال الطبيعي الأخاذ ‏ وهي قريبة من Box Hill ‏ وLeith Hill ‏.
أقدم دليل أثري على النشاط البشري يعود إلى الفترتين العصر الحجري الوسيط والعصر الحجري الحديث، وهناك العديد من العصر البرونزي bowl barrows ‏ في المنطقة المحلية. ربما كانت المدينة موقعًا لنقطة انطلاق في ستان ستريت ‏ أثناء العصر الروماني، إلا أن اسم "دور كنغ" يشير إلى الأنجلوسكسونية أصل المستوطنة الحديثة. يُعتقد أن السوق كان يُعقد بشكل اسبوعي على الأقل منذ أوائل عصور العصور الوسطى وكان يحظى بتقدير كبير للدواجن المتداولة هناك. تم تسمية سلالة دوركينغ [الإنجليزية] من الدجاج المنزلي على اسم المدينة.
ازدهر الاقتصاد المحلي خلال عصر تيودور، لكنه تراجع في القرن السابع عشر بسبب ضعف البنية التحتية والمنافسة من المدن المجاورة. خلال أوائل الفترة الحديثة كان العديد من السكان غير ملتزمين، منهم بما في ذلك المؤلف، دانيال ديفو، الذي عاش في دوركينغ عندما كان طفلاً. هناك ستة من حجاج سفينة ماي فلاور، بما في ذلك وليام مولينز وابنته بريسيلا، عاش في المدينة قبل الإبحار إلى العالم الجديد.
بدأت دوركينغ في التوسع خلال القرن الثامن عشر والقرن التاسع عشر مع تحسن خطوط النقل وتم إطلاق الأراضي الزراعية الواقعة جنوب المركز لبناء المنازل. سهّل الطريق الرئيسي الجديد، ولاحقًا السكك الحديدية، بيع الجير المنتج في المدينة، ولكنه اجتذب أيضًا السكان الأكثر ثراءً، الذين لم يكن لهم أي اتصال سابق بالمنطقة. استمر التوسع السكني في النصف الأول من القرن العشرين، حيث بدأ تفكيك عقارات ديبدين ودينبيز. مزيد من التطوير مقيد الآن بالحزام الأخضر المتروبوليتان الذي يحيط بالمدينة.

## التوأمة
لدوركينغ اتفاقيات توأمة مع:
- غوغلينغن - ألمانيا

## أعلام
- بيل ترافرز
- ماري ستوبس
- جورج ميريديث
- فريدريك ولز
- ألان هاكر
- بيتر دنيس
- جون سيمس
- ستيفن واتسون
- دانيل برن
- ليه بيري